# 西昌碘泡虫
西昌碘泡虫（学名：Myxobolus sichangensis）为碘泡科碘泡虫属的动物。在中国，分布于四川等，营寄生生活，寄生在裂腹鱼的胆囊和肾。